# Království Damot
Království Damot (amharsky: ዳሞት) bylo středověké království na území dnešní Etiopie, pod Modrým Nilem. Není o něm příliš známo. Není známo, zda bylo království Damot ovládáno Sidamy nebo Wolayty.
Království Damot násilím donutilo sousední Šowský sultanát platit daně, a podařilo se mu porazit zagweská vojska (Zagweská říše byla předchůdce Etiopského císařství). Damot poté dobyl mnohá území, jak křesťanská tak muslimská. Šowský sultanát proto utvořil spojenectví s novým křesťanským státem pod vedením Yekuna Amlaka proti vlivu království Damot. Od té doby už nebylo království Damot samostatným státem, ale bylo pod vlivem Habeše (Etiopie) a zcela zaniklo až na začátku 17. století, po útocích Oromů.
Podle hagiografie Tekleho Haymanota se králové říše nazývali Motalami a sídlili ve městě Malbarde.